# Jack Beaver
Jack Beaver, född 27 mars 1900 i London, död 10 september 1963, var en brittisk (engelsk) kompositör och fotograf.

## Filmografi

### Filmmusik i urval
- 1956 – Åsa-Nisse flyger i luften
- 1957 – Johan på Snippen tar hem spelet
- 1959 – Mästarnas match (Ingo vs Floyd)

### Filmfoto
- 1952 – For Your Entertainment No. 5